# Trần Thuyết
Trần Thuyết (1857-1908) là một sĩ phu yêu nước, thủ lĩnh phong trào kháng thuế phủ Tam Kỳ đầu thế kỷ XX.

## Thân thế
Ông còn có tên là Trần Văn Vinh, sinh ngày 13 tháng 6 năm Đinh Tỵ (1857), ngụ cư làng Phước Lợi, tổng Phước Lợi Thượng, phủ Tam Kỳ (nay thuộc khu vực hồ Phú Ninh - đã bị ngập nước, xã Tam Sơn, huyện Phú Ninh, tỉnh Quảng Nam). Dân gian còn gọi ông là Trùm Thuyết (vì ông giữ chức trùm làng) hay Mục Thuyết. Theo các mô tả còn sót lại, ông có vóc dáng người cao to, chân tay dài, tiếng nói lớn và uy nghiêm.
Trần Thuyết là một hào mục có chữ nghĩa. Trong hai năm 1885 - 1886, ông bỏ làm hào mục, tham gia cuộc kháng Pháp do Đề đốc Trần Văn Dư lãnh đạo. Năm 1887, ông cùng anh ruột là Trần Hành ứng nghĩa phong trào Cần Vương do Nguyễn Duy Hiệu lãnh đạo. Phong trào Cần Vương thất thủ, ông lên làng Phước Lợi ngụ cư. Năm 1904, ông tham gia phong trào Duy Tân, mộ phu khai phá đồi Thày Lay ở làng Phước Lợi, lập đồn điền trồng quế và chè. Ông xuất tiền xây dựng chợ Cây Cốc cho nhân dân buôn bán, tham gia sáng lập thi xã phủ Tam Kỳ, quyên tiền ủng hộ phong trào Đông Du cho học sinh du học tại Nhật Bản.

## Thủ lĩnh phong trào kháng thuế Tam Kỳ
Năm 1908, phong trào kháng thuế nổi lên đều khắp trong tỉnh Quảng Nam, được nhiều sĩ phu yêu nước hưởng ứng. Trần Thuyết trở thành thủ lĩnh phong trào kháng thuế phủ Tam Kỳ. Ngày 22 tháng 2 năm Mậu Thân (tức 5 tháng 4 năm 1908), ông lãnh đạo hàng ngàn người dân kéo về phủ đường Tam Kỳ đấu tranh chống sưu cao thuế nặng.
Bấy giờ, đứng đầu guồng máy cai trị Tam Kỳ là một viên đại lý người Pháp, một tri phủ An Nam và một võ quan An Nam. Viên võ quan ấy là Trần Tuệ, được triều Nguyễn phong đề đốc, người Tam Kỳ thường gọi là Đề Tuệ. Đề Tuệ trong mắt dân lúc bấy giờ là một người tàn ác, gây ra nhiều thảm kịch cho người dân Tam Kỳ. Những nhà nho, những thanh niên cắt tóc ngắn, học chữ Quốc ngữ, mặc áo sơ - mi theo cách của cụ Phan Chu Trinh đều bị Đề Tuệ bắt và ra lệnh đánh đập. Vì vậy khi thấy Đề Tuệ ở phủ đường, Trần Thuyết lớn tiếng gọi Đề Tuệ ra trình diện nhân dân. Đề Tuệ quá sợ, trốn biệt, cầu cứu với viên đại lý người Pháp. Viên Đại lý Pháp đến, yêu cầu đoàn người đấu tranh kháng thuế phải giải tán và dùng xe mình đưa Đề Tuệ đi. Không bắt được Đề Tuệ, Trần Thuyết đứng trước đoàn người, dõng dạc hô lớn: "Dân ta xin quan đại lý giao nộp đề đốc Trần Tuệ để dân ăn gan" (“Ăn gan” chỉ là một cách nói ngoa dụ của người Quảng Nam, nhằm bày tỏ lòng công phẫn sâu sắc chứ không phải là sự thật). Nghe tiếng hô của Trần Thuyết, đoàn người bảy tổng đi đấu tranh ứng thanh đáp “Dạ!”. Quá hãi hùng, Đề Tuệ hộc máu chết trên xe của đại lý Pháp.
Do sự việc này, Trần Thuyết bị bắt giam và bị Nam triều tuyên án trảm thủ. Ngày 16 tháng 4 năm 1908, phủ Tam Kỳ thi hành án tử hình Trần Thuyết tại gò mả Đông - một vùng hoang vu gần cầu Tam Kỳ.

## Hậu sự
Sau khi bị xử chém, thủ cấp của ông bị các đao phủ đưa đi đâu không rõ. Phần thi hài còn lại cũng bị thất lạc. Mãi đến năm 2007, trong quá trình xây dựng đô thị, một bộ hài cốt không đầu được cho rằng chính là di cốt của Trần Thuyết được phát hiện và được thân nhân ông công nhận. Vì vậy, bộ di cốt đã được cải táng đưa về khu lưu niệm Trần Thuyết tại phường An Sơn, thành phố Tam Kỳ. Phần thủ cấp được làm bằng đất sét để thay thế hộp sọ đã bị thất lạc.
Tên ông được đặt cho một tuyến đường tại phường Thọ Quang, quận Sơn Trà, thành phố Đà Nẵng.